# Internationales Werner-Seelenbinder-Gedenkturnier 1988
Das Internationale Werner-Seelenbinder-Gedenkturnier 1988 fand vom 17. bis zum 18. September 1988 in Berlin statt. Es war die 16. Auflage dieser internationalen Meisterschaften der DDR im Badminton.

## Medaillengewinner
| Disziplin    | Gold                                                                          | Silber                                                            | Bronze                                                                   |
| ------------ | ----------------------------------------------------------------------------- | ----------------------------------------------------------------- | ------------------------------------------------------------------------ |
| Herreneinzel | Vitaliy Shmakov (UdSSR)                                                       | Thomas Mundt (Einheit Greifswald)                                 | Gábor Petrovits (Ungarn)                                                 |
| Herreneinzel | Vitaliy Shmakov (UdSSR)                                                       | Thomas Mundt (Einheit Greifswald)                                 | Tomasz Mendrek (ČSSR)                                                    |
| Dameneinzel  | Vlada Beljutina (UdSSR)                                                       | Diana Koleva (Bulgarien)                                          | Monika Cassens (HSG Lok HfV Dresden)                                     |
| Dameneinzel  | Vlada Beljutina (UdSSR)                                                       | Diana Koleva (Bulgarien)                                          | Petra Michalowsky (Einheit Greifswald)                                   |
| Herrendoppel | Vitaliy Shmakov / Anatoli Skripko (UdSSR)                                     | Thomas Mundt / Kai Abraham (Einheit Greifswald / EBT Berlin)      | Grzegorz Olchowik / Jacek Jaroszewski (Polen)                            |
| Herrendoppel | Vitaliy Shmakov / Anatoli Skripko (UdSSR)                                     | Thomas Mundt / Kai Abraham (Einheit Greifswald / EBT Berlin)      | Lim Chol / Li Yong Hwan (Nordkorea)                                      |
| Damendoppel  | Monika Cassens / Petra Michalowsky (HSG Lok HfV Dresden / Einheit Greifswald) | Petra Tobien / Heike Heutzenröder (EBT Berlin)                    | Eva Lacinová / Jitka Lacinová (ČSSR)                                     |
| Damendoppel  | Monika Cassens / Petra Michalowsky (HSG Lok HfV Dresden / Einheit Greifswald) | Petra Tobien / Heike Heutzenröder (EBT Berlin)                    | Elena Nikitina / Shvachko (UdSSR)                                        |
| Mixed        | Vitaliy Shmakov / Elena Nikitina (UdSSR)                                      | Kai Abraham / Petra Michalowsky (EBT Berlin / Einheit Greifswald) | Thomas Mundt / Monika Cassens (Einheit Greifswald / HSG Lok HfV Dresden) |
| Mixed        | Vitaliy Shmakov / Elena Nikitina (UdSSR)                                      | Kai Abraham / Petra Michalowsky (EBT Berlin / Einheit Greifswald) | Anatoli Skripko / Vlada Beljutina (UdSSR)                                |